# مؤثر القلق
الأدوية أو المواد المؤثرة في القلق هي المواد التي تعمل على تعديل القلق، وهو عاطفة بشرية لها عمليات متماثلة في الحيوانات. في علم النفس الدوائي تتكون المواد المؤثرة في القلق من فئتين من العقاقير المؤثرة على النفس:
- مضادات القلق التي تقلل من القلق ويمكن استخدامها علاجيًا،
- مولدات القلق التي تزيد من القلق.

معظم الأدوية المضادة للقلق هي مهدئات ثانوية، وكان المركب الأساسي لها هو الميبروبامات، الذي سوق في الولايات المتحدة باسم ميلتاون. في النهاية طغت البنزوديازيبينات على الميبروبامات. الهدف من كلتا الفئتين من المركبات المضادة للقلق هو مستقبلات غابا-أ.
على مستوى العالم، أكثر العقاقير المؤثرة على النفس استخدامًا هي عوامل مضادة للقلق: الإيثانول، وهو مضاد للقلق، والكافيين، وهو مولد للقلق. في حين ثبت أن تناول كل من الإيثانول والكافيين يمارس تأثيرًا مضادًا للقلق، فإن تركمها يرتبط بتأثيرات مولدة للقلق.